# Divino das Laranjeiras
Divino das Laranjeiras é um município brasileiro do estado de Minas Gerais, Região Sudeste do país. Localiza-se no Vale do Rio Doce e sua população recenseada em 2022 era de 4 178 habitantes.
O nome do município se deve aos dois principais córregos que atravessam a cidade, o córrego Divino e o córrego das Laranjeiras.
O Município de Divino das Laranjeiras pertence a Comarca de Galileia, cidade onde se encontra situado o Fórum da Justiça do Estado de Minas Gerais - TJMG e também ficam estabelecidos todos os Cartórios Extrajudiciais Especializados, como o Cartório de Registro de Títulos e Documentos e Civil das Pessoas Jurídicas, o Cartório de Registro de Imóveis, e etc.

## História
O atual município de Divino das Laranjeiras foi criado inicialmente como distrito de Galileia, pela lei estadual nº 1039, de 12 de dezembro de 1953, com área desmembrada do distrito galileense de Sapucaia do Norte. A emancipação ocorreu pela lei estadual nº 2.764, de 30 de dezembro de 1962, sendo composto desde então por dois distritos: Central de Santa Helena e Divino das Laranjeiras (distrito-sede).

## Geografia
De acordo com a divisão regional vigente desde 2017, instituída pelo IBGE, o município pertence às Regiões Geográficas Intermediária e Imediata de Governador Valadares. Até então, com a vigência das divisões em microrregiões e mesorregiões, fazia parte da microrregião de Governador Valadares, que por sua vez estava incluída na mesorregião do Vale do Rio Doce.

## Política

### Poder Executivo
Prefeitos que já administraram a cidade:
- 1 de março de 1963 a 1 de setembro de 1963 - Higino Valadares
- 1 de setembro de 1963 a 1967 - Anacleto Falci, Vice-Prefeito: Gercino José Leandro
- 1968 - 1971 - Gercino José Leandro
- 1971 - 1973 - Anacleto Falci, Vice-Prefeito: Klinger Resende Boechat
- 1974 - 08/1974 - Eberle José dos Santos (Pingo), Vice-Prefeito: Reinaldo Roveda
- 08/1974 - 1977 - Reinaldo Roveda
- 1978 - 1983 - Orivaldo Batista Falci, Vice-Prefeito: Fioravante Pitol Neto
- 1983 - 1988 - Fioravante Pitol Neto, Vice-Prefeito: Jacy Gonçalves Palmares
- 1989 - 1992 - Orivaldo Batista Falci, Vice-Prefeito: Aquiles Rosa de Morais
- 1993 - 1996 - Fioravante Pitol Neto, Vice-Prefeito: José de Oliveira
- 1997 - 2000 - Maria das Graças Batista Falci Mota, Vice-Prefeito: José Ir de Oliveira
- 2001 - 2004 - Maria das Graças Batista Falci Mota, Vice-Prefeito: José Ir de Oliveira
- 2005 - 2008 - Edson Alves de Souza (Bodola), Vice-Prefeita: Eliedi Souza Barbosa
- 2009 - 2012 - Edson Alves de Souza (Bodola), Vice-Prefeito: Gilberto Dias Ruela
- 2013 - 2016 - Maicon Brito Oliveira, Vice-Prefeito: Gilberto Dias Ruela
- 2017 - 2020 - Romilson Alves, Vice-Prefeito: Perli Lopes da Rocha

### Poder Legislativo
A Câmara Municipal de Divino das Laranjeiras é composta por nove vereadores, e está em sua 15ª Legislatura, empossada em 2021.

## Infraestrutura
A cobertura de energia elétrica atinge praticamente 100% dos moradores e é feita pela CEMIG (Companhia Energética de Minas Gerais S/A).
O saneamento básico é feito pela COPASA/MG (Companhia de Saneamento de Minas Gerais) e cobre tanto o distrito-sede (desde 1979), o distrito de Central de Santa Helena e os povoados de Linópolis e Macedônia. O esgoto está a cargo da Prefeitura Municipal.